# Автобан A1 (Швейцарія)
Автобан A1 перетинає Швейцарію зі сходу на захід з двома смугами руху та однією аварійною смугою в кожному напрямку. Це найдовша автомагістраль у Швейцарії (410 км), на яку припадає приблизно одна п’ята національної мережі доріг Швейцарії. Він з’єднує Женеву на південному заході з Санкт-Галленом на північному сході та закінчується в Санкт-Маргретені на австрійському кордоні.
A1 розташований на національній дорозі 1 значною мірою конгруентний; він був позначений як N1 до 1996 року.

## Історія
Народна ініціатива щодо покращення мережі доріг, подана швейцарськими автомобільними клубами в 1956 році, вже передбачала будівництво дороги на сполученні захід-схід.
10 числа 1 травня 1962 року Grauholzautobahn був відкритий як перша ділянка N1. Восьмикілометрова ділянка служила для розвантаження головної дороги через Цоллікофен.
на 1-му 15 травня 1964 року, якраз напередодні національної виставки в Лозанні, відбувся перший довший відрізок автомагістралі, 60-кілометрова ділянка Женева – Лозанна N1. 10 числа У травні 1967 року було завершено будівництво маршруту від Оензінгена до Хунценшвіля, іншої ділянки N1. Це було тоді, коли мені було 84 кілометрів завдовжки, найдовша безперервна автомагістраль у Швейцарії (від Берна до Ленцбурга). У 16. 1 серпня 1967 року перша зона обслуговування була відкрита в Келікені. Водіям спочатку довелося звикнути до високих швидкостей. Тож на вихідних у день П’ятидесятниці після відкриття було кілька зіткнень ззаду. Поліції також доводилося допомагати різним водіям, які застрягли з порожніми баками через відсутність АЗС.